# Navio hidroceanográfico

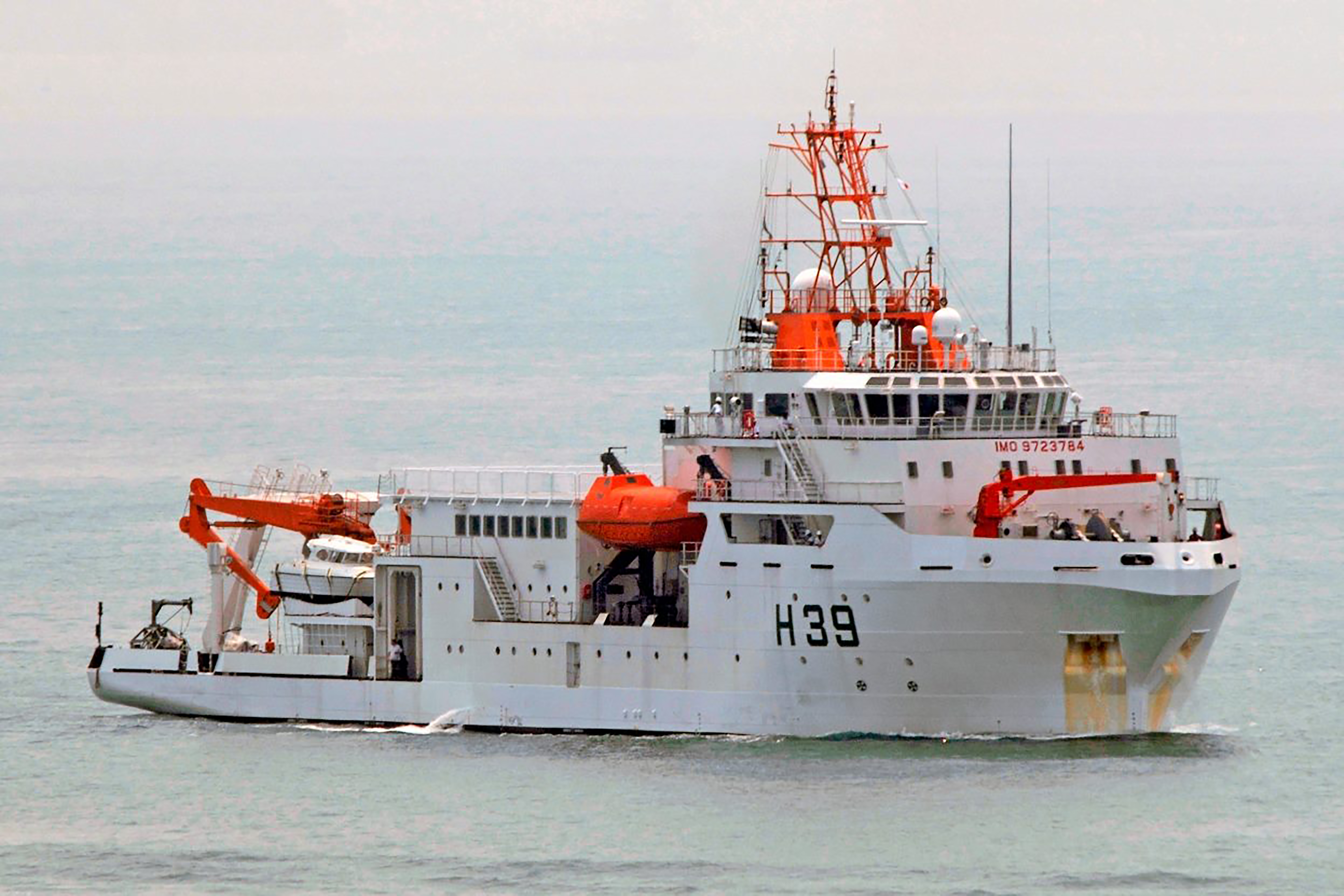
Vital de Oliveira H 39 em operação pela Marinha do Brasil

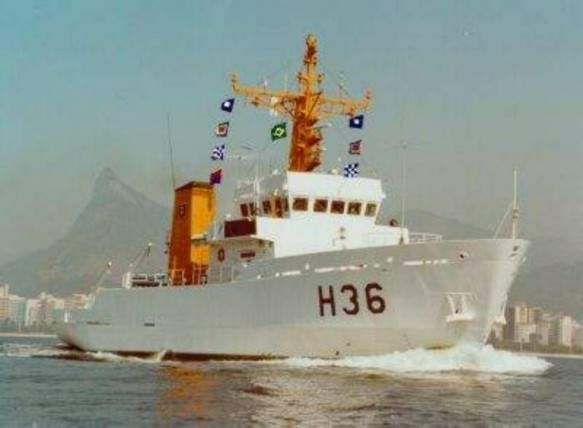
NHOc Taurus (H-36), navio hidroceanográfico da Marinha do Brasil.

Navio hidroceanográfico é um tipo de navio não combatente, utilizado em levantamentos oceanográficos, meteorológicos, e pesquisas.

## Missão
É um navio especializado, especialmente concebido para atividades de hidrografia, oceanografia e cartografia. Realizam sinalização náutica, trabalhos de meteorologia e apoio logístico, contribuindo para a segurança da navegação.

## Marinha do Brasil
No caso da Marinha do Brasil, este tipo de embarcação esta subordinada à Diretoria de Hidrografia e Navegação, exercendo também atividades relacionadas com o Programa Antártico Brasileiro.